# Савченко Ігор Андрійович
І́гор Андрі́йович Са́вченко  (*11 жовтня 1906, Вінниця — †14 грудня 1950) — радянський, український кінорежисер, сценарист, театральний педагог. Заслужений діяч мистецтв РРФСР (1944). Лауреат трьох Сталінських премій (1942, 1949, 1952 — посмертно).

## Короткі відомості
Родом із Вінниці, тут учився в театральній школі Орди-Свєтлової та виступав у театрі. У 1925 організував молодіжний аґіттеатр «Червоний галстук» і з ним гастролював по Україні. З 1926 учився в Ленінградському Інституті сценічних мистецтв. З 1929 є головним режисером театрів робітничої молоді в Баку (з 1932) та в Москві.
Перші фільми Савченко зняв у 1931—1932 роках на Бакинській кіностудії («Микита Іванович і соціалізм» та «Люди без рук»); на Московській кіностудії поставив звуковий фільм «Гармонь» (1934), два молодіжні фільми «Випадкова зустріч» (1936) і «Дума про козака Голоту» (1937). У 1939-41 рр. і з 1947 Савченко пов'язаний з Київською кіностудією; у період з 1944 по 1946  — художній керівник кіностудії ім. М. Горького в Москві.
На Київській кіностудії поставив фільми: «Вершники» за твором Ю. Яновського (1939), «Богдан Хмельницький» (1941; за О. Корнійчуком), «Третій удар» і «Тарас Шевченко» (закінчили стрічку режисерові учні після його смерті у 1951, премійовано на міжнародному фестивалі в Чехословаччині, 1952); «Партизани в степах України» (1942; за О. Корнійчуком) та ін.
З 1946 року викладав у ВДІКу. Його учнями були відомі режисери: О. О. Алов, В. Н. Наумов, Г. С. Габай, Л. А. Файзієв, Ф. Є. Миронер, Ю. М. Озеров, С. І. Параджанов, М. М. Хуцієв, О. О. Коренєв, Ю. А. Закревський, Лев Іванов, Л. С. Данилов.
Нагороджено орденом Трудового Червоного Прапора та медалями.
Помер від серцевого нападу на 45-му році життя. Похований в Москві на Новодівичому кладовищі.

## Фільмографія

### Акторські роботи
- 1932 — Двадцять шість комісарів
- 1934 — Гармонь — син куркуля
- 1935 — Любов та ненависть

### Режисерські роботи
- 1931 — Микита Іванович і соціалізм (інші назви «Загинула Росія», «Людина на землі»), (картина не збереглася)
- 1932 — Люди без рук (картина не збереглася)
- 1934 — Гармонь
- 1936 — Випадкова зустріч (інші назви «Місяць травень», «Іринчин рекорд»)
- 1937 — Дума про козака Голоту
- 1939 — Вершники
- 1941 — Богдан Хмельницький
- 1942 — Юні партизани (1-ша новела «Левко»)
- 1942 — Партизани в степах України
- 1944 — Іван Нікулін — російський матрос
- 1947 — Старовинний водевіль
- 1948 — Третій удар (інша назва «Південний вузол») — Головна премія МКФ трудящих у ЧССР (1948)
- 1951 — Тарас Шевченко — Особливий Почесний диплом МКФ у Карлових Варах (1952) (посмертно) — за режисуру

### Сценарії до фільмів

Меморіальна дошка на честь кінорежисера Ігоря Савченка, встановлена на адміністративному корпусі кіностудії імені Олександра Довженка (Київ)

- 1931 — Микита Іванович і соціалізм (за власною п'єсою «Загинула Росія»)
- 1932 — Люди без рук
- 1934 — Гармонь
- 1936 — Випадкова зустріч (інші назви «Місяць травень», «Іринкин рекорд»)
- 1937 — Дума про козака Голоту
- 1939 — Висока нагорода
- 1942 — Літа молодії
- 1951 — Тарас Шевченко

## Пам'ять
- У 2001 році пам'яті режисера в документальному циклі «Обрані часом» знято фільм «Ігор Савченко. Інтонації» (реж. Олег Фіалко).
- «Ігор Савченко. Він — України син» — український документальний фільм з циклу культурологічних програм «Портрет» телерадіокомпанії «Глас».
- У 2007 р. режисер Наталія Наумова, за сценарієм свого батька, В. Н. Наумова, зняла документальну стрічку «Коротке життя Ігоря Савченка. Монолог про Вчителя»[1].